# Palais de Koulouba
 (juin 2020).
Si vous disposez d'ouvrages ou d'articles de référence ou si vous connaissez des sites web de qualité traitant du thème abordé ici, merci de compléter l'article en donnant les références utiles à sa vérifiabilité et en les liant à la section « Notes et références ».
Le palais de Koulouba est la résidence officielle et le bureau du président de la république du Mali, à Bamako.
Il est construit entre 1903 et 1907. Il s'agit là de l'origine du palais du gouverneur puis, après l'indépendance de 1960, le siège de la présidence de la République.

## Histoire
En 1896, le colonel de Trentinian, lieutenant-gouverneur du Soudan français, préconise une future installation à Bamako de la capitale de la colonie avec édification sur la colline du Point F (point géodésique donné à la colline de Koulouba, « la grande colline » en français) du siège du gouvernement. Un premier bâtiment est construit mais restera à l'abandon pendant quelques années.

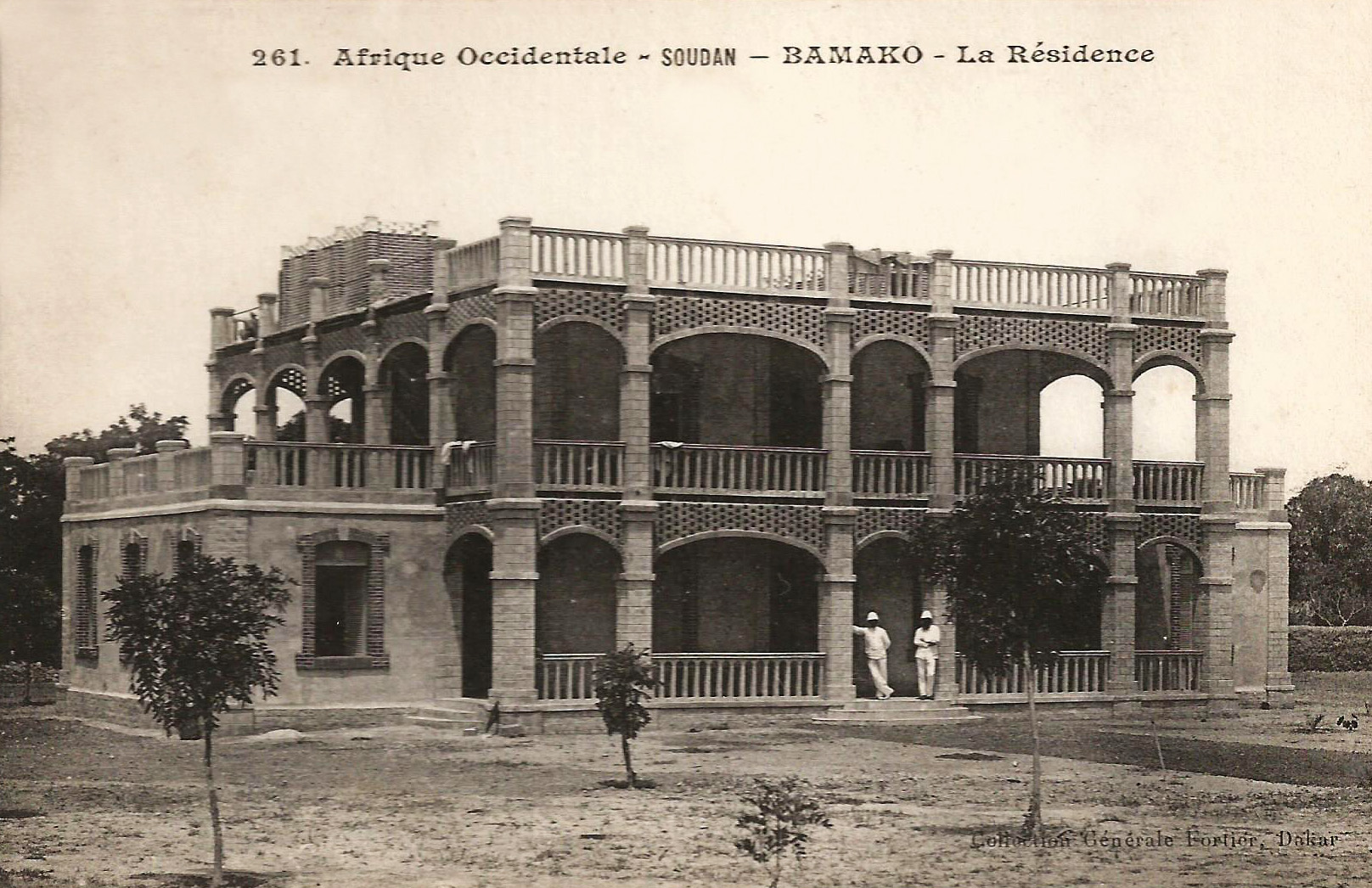
La résidence au début du XXe siècle.

En 1904, le train qui relit Bamako à Kayes est achevé et il est décidé transferer le siège du gouvernement de la Sénégambie et Niger de cette dernière à Bamako. Une étude est alors menée par le chef de bataillon d’artillerie de marine Louis Digue, puis adoptée par le conseille du gouvernement en décembre.
Les travaux durent de 1905 à 1908 pour construire la ville et le palais, malgré une épidémie qui ravage Kayes en 1906 et empêche le transfert de matériaux.
En 1908, Koulouba devient le siège du gouvernement de la colonie (entre-temps rebaptisée en Haut-Sénégal-Niger) et le gouverneur Clozel emménage dans le palais, qui ne cessa d’être modifié par ses différents résidents.
À son époque, le président ATT (Amadou Toumani Touré) était à l’origine de travaux destinés à ériger de nouveaux locaux dans cette cité administrative pour les services du secrétariat général de la présidence.
Il a subi plusieurs dégradations architecturales en 2012, à la veille du coup d’État organisé par le capitaine Amadou Haya Sanogo.
De sa réélection en 2018 à son renoncement au pouvoir en 2020, le président Ibrahim Boubacar Keïta n’a jamais passé une nuit au palais.

## Architecture
On considère le palais du président comme l’un des fleurons de l’architecture coloniale. Il possède en effet toutes les caractéristiques de ce type d’architecture : larges vérandas pourvues de persiennes, vastes pièces avec d’immenses plafonds, ouvertes sur deux façades, orientation est-ouest pour l’ombre des façades.
Outre la résidence du président et le secrétariat de la présidence, cet ensemble de bâtiments administratifs comprend également la salle des banquets et la salle du conseil des ministres, édifiées par Alpha Oumar Konaré, le prédécesseur d’ATT.